# عتبة مطلقة للسمع
العتبة المطلقة للسمع (باختصار ATH) هي الحد الأدنى لمستوى صوت النغمة النقية الذي يمكن لأذن بشرية عادية ذات سمع عادي أن تسمعه من غير وجود صوت آخر. العتبة المطلقة تتعلق بالصوت الذي يمكن أن يسمعه الكائن الحي. العتبة المطلقة ليست نقطة منفصلة، وبالتالي يتم تصنيفها على أنها النقطة التي يثير فيها الصوت استجابة بنسبة محددة من الوقت. يُعرف هذا أيضًا بالعتبة السمعية (auditory threshold).
يتم الإبلاغ عن عتبة السمع بشكل عام كضغط صوت RMS لـ 20 ميكروباسكال، أي 0 ديسيبل SPL، المقابلة لشدة الصوت 0.98 pW/m2 2 في 1 جو و 25 درجة مئوية. وهو الصوت الأكثر هدوءًا تقريبًا الذي يمكن لشاب لديه سمع غير تالف اكتشافه عند 1000 هرتز. عتبة السمع تعتمد على التردد وقد ثبت أن حساسية الأذن هي الأفضل عند الترددات بين 2 كيلوهرتز و 5 كيلوهرتز، حيث تصل العتبة إلى −9 ديسيبل SPL.

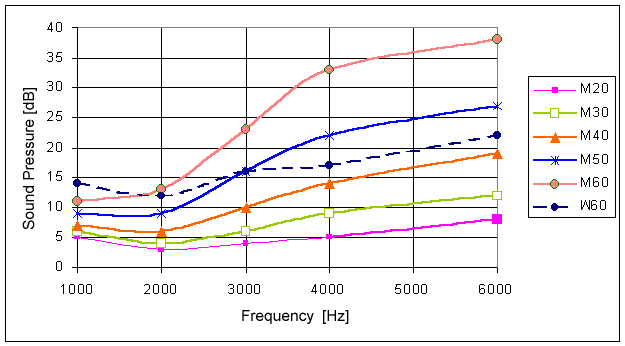
عتبات السمع للذكور (M) والإناث (W) الذين تتراوح أعمارهم بين 20 و 60 عامًا.

## الطرقالفيزيائية النفسيةلقياس العتبات
يوفر قياس عتبة السمع المطلقة بعض المعلومات الأساسية حول نظامنا السمعي. الأدوات المستخدمة لجمع هذه المعلومات تسمى الطرق الفيزيائية النفسية. من خلال هذه الطرق، يتم قياس الإدراك الحسي للمنبه الفيزيائي (الصوت) واستجابتنا النفسية له.

### الطرق الكلاسيكية
طريقة الحدود

طريقة المنبهات الثابتة
طريقة التعديل

## الحد الأدنى المسموع من المجال (MAF) مقابل الحد الأدنى من الضغط المسموع (MAP)
يمكن استخدام طريقتين لقياس الحد الأدنى من التحفيز المسموع  وبالتالي الحد المطلق للسمع. يتضمن الحد الأدنى المسموع من المجال الموضوع الذي يجلس في حقل الصوت ويتم تقديم التحفيز عبر مكبر الصوت. يتم قياس مستوى الصوت عند موضع رأس الموضوع مع عدم وجود موضوع في مجال الصوت. يتضمن الحد الأدنى من الضغط المسموع تقديم محفزات عبر سماعات الرأس أو سماعات الأذن  وقياس ضغط الصوت في قناة الأذن الخاصة بالموضوع د الأدنى من عتبات الضغط المسموع. يُعتقد أن هذا الاختلاف يرجع إلى:

## روابط خارجية
- مقارنة بين طرق تقدير العتبة عند الأطفال من عمر 6 إلى 11 عامًا
- مفردات موجزة في علم السمع والموضوعات المرتبطة به
- الجوانب الأساسية للسمع
- ملامح المساواة في الصوت والضوضاء - اختبار السمع الخاص بك
- اختبار حد السمع عبر الإنترنت - اختبار قياس السمع البديل ، مع مستويات معايرة ونتائج معبر عنها في dBHL
- أساسيات علم النفس الصوتي
- تقليل الملل عن طريق زيادة الاحتمال إلى أقصى حد - تقدير فعال للعتبات المقنعة
- على الحد الأدنى من حقول الصوت مسموع
- وظائف السيكومترية للكشف عن نغمات الأطفال في الضوضاء
- الأساليب النفسية والفيزيائية
- مستويات مرجعية لقياس السمع الموضوعي
- استجابة التحيز في الفيزياء النفسية [وصلة مكسورة]
- حساسية الأذن البشرية
- الصوتيات الصوتية للصوت متعدد القنوات
- ثلاثة نماذج للتجميع الزمني تم تقييمها باستخدام موضوعات طبيعية لضعاف السمع وضعاف السمع
- عتبة
- عتبة السمع - المعادلة والرسم البياني